# Mithras orobiana
Mithras orobiana is een vlinder uit de familie van de Lycaenidae. De wetenschappelijke naam van de soort werd als Thecla orobiana in 1867 gepubliceerd door William Chapman Hewitson.